# Irisbus Cristalis

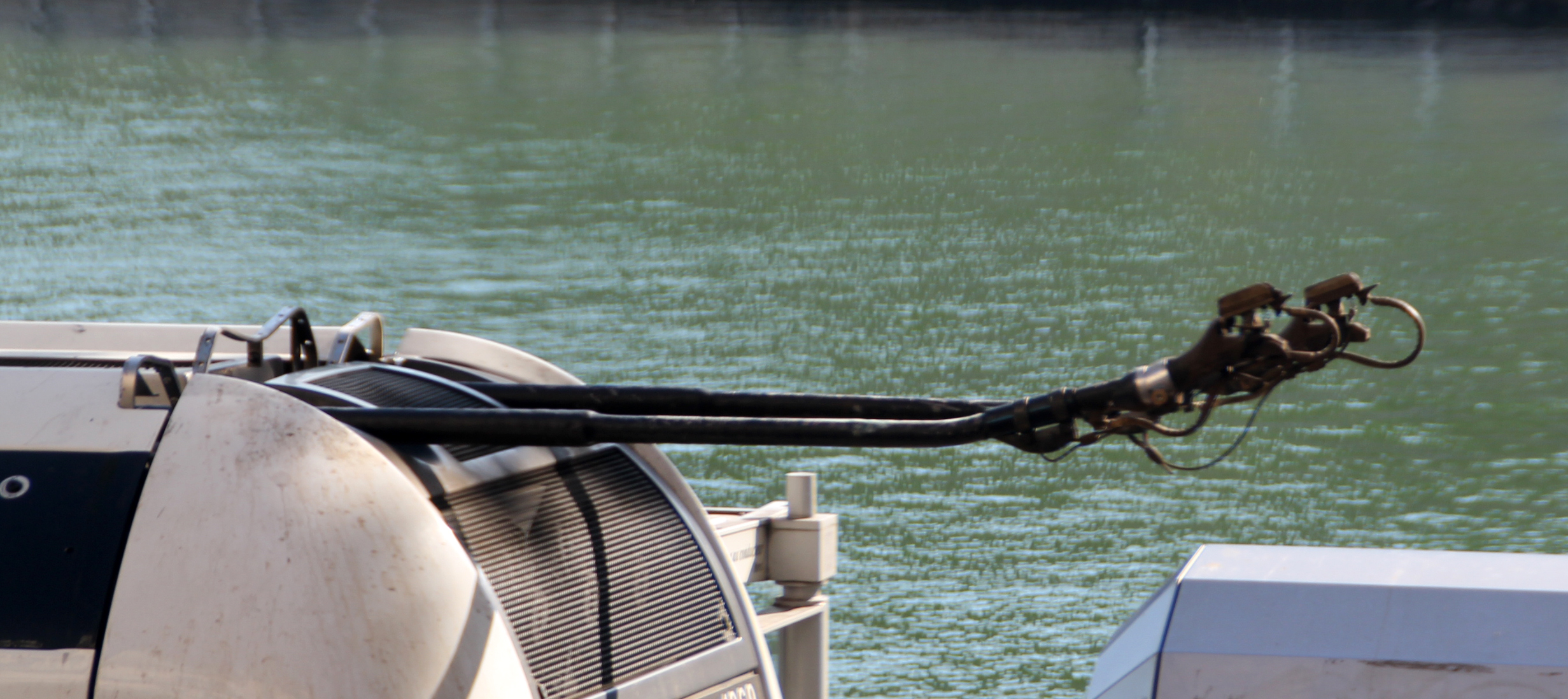
Токоприёмники троллейбуса

Irisbus Cristalis — французский низкопольный троллейбус большой вместимости, производившийся на заводе Irisbus с 2001 по 2011 год.

## История
Троллейбус Irisbus Cristalis был разработан в 1990-х годах фирмой Renault Vehicules Industriéls, позднее преобразованной в Irisbus. Он оснащался несколькими электродвигателями, производимыми компанией Alstom и помещавшимися в ведущих колёсах троллейбуса, в сотрудничестве с производителем шин Michelin, сделавшим для проекта специальные широкие шины. Троллейбус производился в двух вариантах — одиночном, длиной 12 метров, и сочленённом, длиной 18 метров. Он также оснащался резервным дизельным двигателем, использовавшимся в случае невозможности использования основными электрическими двигателями.
Производство было начато в 2001 году. Изготовление кузова и сборка осуществлялись на заводе Heuliez — филиале Irisbus во французском городе Молеоне. Первоначально планировалось произвести несколько тысяч троллейбусов, однако было выпущено лишь около 300, эксплуатировавшихся в трёх французских городах — Лионе, Сент-Этьене и Лиможе, а также в итальянском Милане. Причиной этого была высокая стоимость, составлявшая более одного миллиона евро, при том, что дизельный городской автобус в то время стоил около 550—600 тысяч евро. Производство троллейбуса было прекращено в 2011 году.

## Технические характеристики
|                                         | ETB 12         | ETB 18          | ETB 18,5        |
| --------------------------------------- | -------------- | --------------- | --------------- |
| Длина                                   | 11 979 мм      | 17 980 мм       | 18 430 мм       |
| Ширина                                  | 2550 мм        | 2550 мм         | 2550 мм         |
| Высота                                  | 3400 мм        | 3400 мм         | 3400 мм         |
| Колёсная база                           | 6120 мм        | 5355 / 6675 мм  | 5355 / 6675 мм  |
| Высота порогов, перёд                   | 320 мм         | 320 мм          | 320 мм          |
| Высота порогов, середина                | 320 мм         | 320 мм          | 320 мм          |
| Высота порогов, зад                     | 320 мм         | 320 мм          | 320 мм          |
| Внешний радиус поворота                 | 11 156 мм      | 11 553 мм       | 11 975 мм       |
| Внутренний радиус поворота              | 9505 мм        | 10 163 мм       | 10 453 мм       |
| Механика                                | Irisbus        | Irisbus         | Irisbus         |
| Электродвигатель                        | Alstom         | Alstom          | Alstom          |
| Мощность и количество электродвигателей | 2×80 кВт       | 4×80 кВт        | 4×80 кВт        |
| Шины, передняя ось                      | 315/60 R22,5   | 315/60 R22,5    | 315/60 R22,5    |
| Шины, средняя ось                       | —              | 495/45 R22,5    | 495/45 R22,5    |
| Шины, задняя ось                        | 495/45 R22,5   | 495/45 R22,5    | 495/45 R22,5    |
| Посадочных мест                         | 20—22          | 29—33           | 29—33           |
| Общая вместимость                       | ок. 97 человек | ок. 130 человек | ок. 133 человек |

Источники

## Фотогалерея

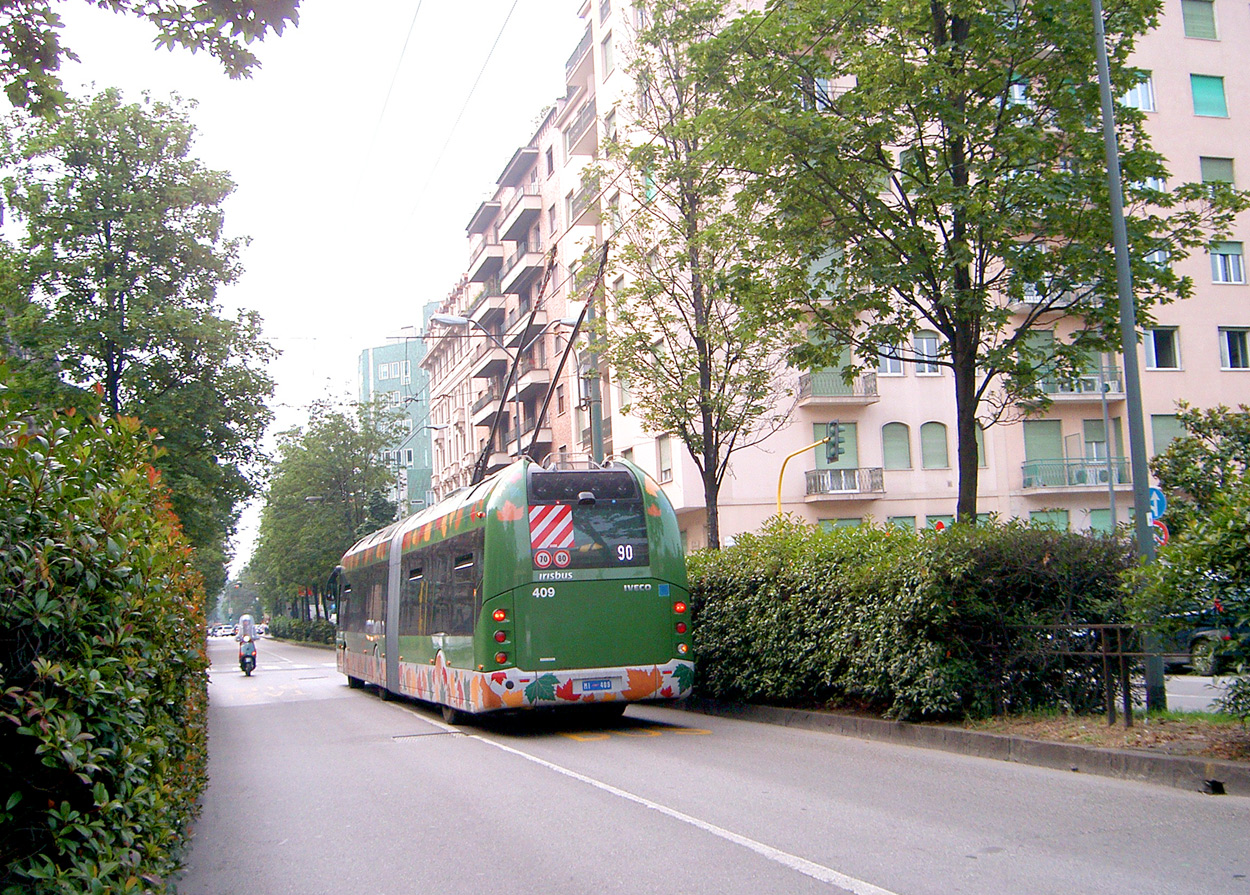
ETB-18 в Милане
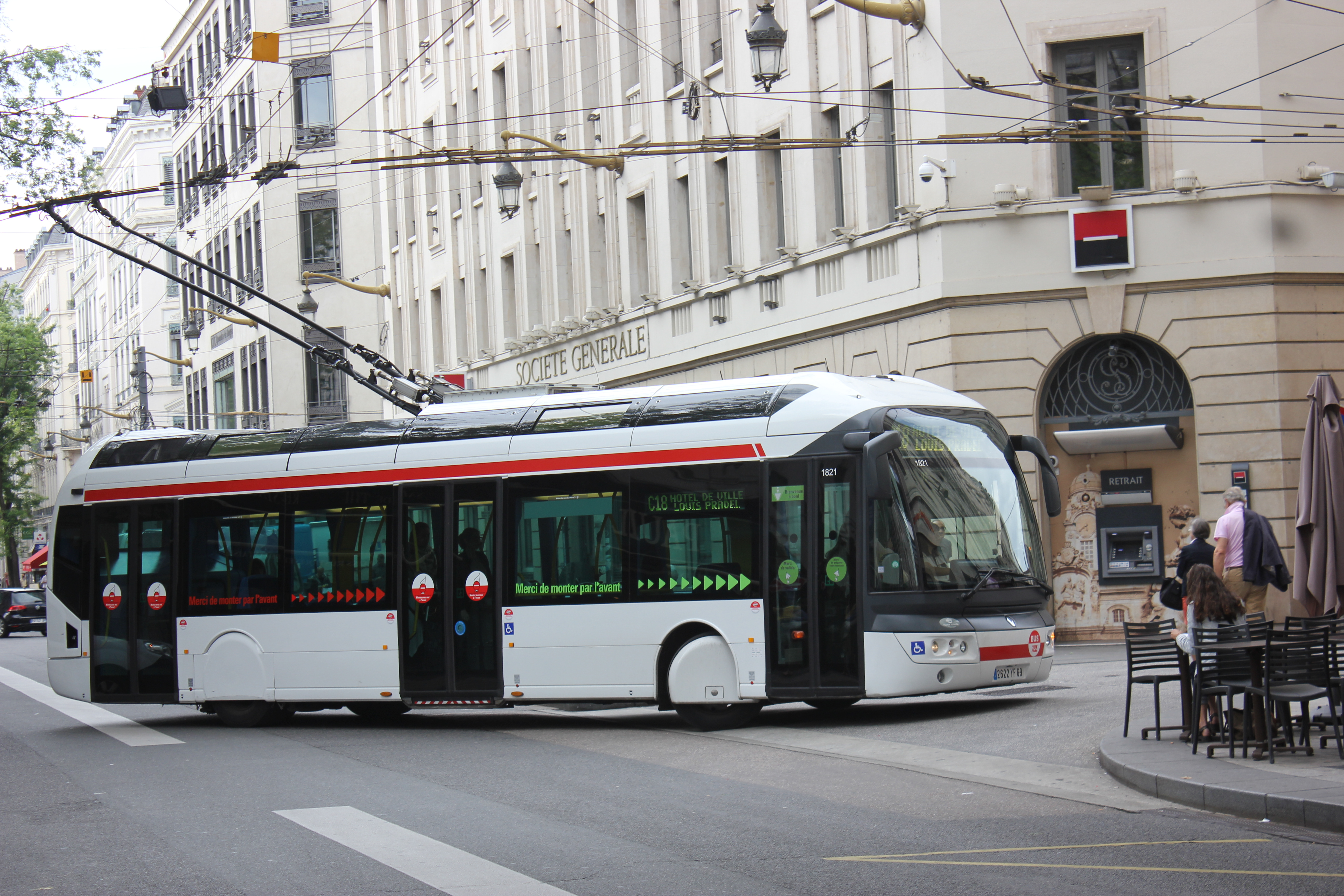
ETB-12 в Лионе